# 大村泉
大村 泉（おおむら いずみ、1948年 - ）は、日本の経済学者、経済学博士、東北大学名誉教授。専攻は政治経済学(マルクス経済学原論)の基礎理論の解明、地球温暖化とCDMプロジェクト

## 来歴
国際マルクス＝エンゲルス財団（本部：オランダ、アムステルダム社会史国際研究所）の協力による、新MEGA（「新マルクス＝エンゲルス全集」Zweite Marx-Engels-Gesamtausgabe）編集に携わる。新MEGA編集委員の日本編集委員会（代表：大谷禎之介）の「仙台グループ」代表。現在新MEGA第2部第12巻・第13巻の編集グループの責任者である。
- 1972年、東北大学文学部卒業
- 1980年、東北大学大学院経済学研究科博士課程単位取得退学、北海学園大学経済学部講師、同助教授を歴任
- 1986年、東北大学助教授
- 1990年、東北大学教授
- 2013年、東北大学を定年退職

## 主著
- 『マルクス主義の生成と発展』梓出版社、1989年（共編著）
- 『マルクスの現代的探究』八朔社、1992年（共編著）
- 『新MEGAと《資本論》の成立』八朔社、1998年
- 『新MEGA第II部（『資本論および準備労作』）関連内外研究文献・マルクス/エンゲルス著作邦訳史集成』八朔社、1999年（共編著）
- マンフレート・ミュラー『資本論への道』大月書店、1988年（共訳）
- 『『学説史』から始める経済学――剰余価値とは何か』八朔社、2009年（共編著）